# Vicente Torres
Vicente Torres fue un político peruano.
Fue uno de los sesenta y cinco diputados electos en 1825 por la Corte Suprema y convocados para aprobar la Constitución Vitalicia del dictador Simón Bolívar. Sin embargo, a pesar de que dicho congreso estuvo convocado, el mismo decidió no asumir ningún tipo de atribuciones y no llegó a entrar en funciones.